# Jobinia neei
Jobinia neei är en oleanderväxtart som först beskrevs av Morillo, och fick sitt nu gällande namn av Liede och Meve. Jobinia neei ingår i släktet Jobinia och familjen oleanderväxter. Inga underarter finns listade i Catalogue of Life.